# Косарал (Сиримський район)
Косара́л (каз. Қосарал) — село у складі Сиримського району Західноказахстанської області Казахстану. Адміністративний центр Жетикольського сільського округу.
Населення — 763 особи (2021; 922 у 2009, 993 у 1999, 986 у 1989).